# Про рыцаря, который ничего не боялся
«Про рыцаря, который ничего не боялся» (бел. Пра рыцара, што нікога не баяўся) — мультфильм, снятый в 1991 году на киностудии Беларусьфильм режиссёром Еленой Туровой по собственному сценарию.

## Сюжет
Мультфильм про храброго рыцаря, который никого и ничего не боялся: ни нечистой силы, ни злодеев, кроме своей жены…

## Съёмочная группа
| Режиссёр-постановщик | Елена Турова |
| Автор сценария       | Елена Турова |
| Оператор-постановщик | Юрий Мильтнер |
| Художник-постановщик | К. Гордеев |
| Аниматоры            | В. Шевченко, Е. Суслова, Е. Дробышевская |
| Художники            | Анжелика Орленко, А. Жуковина, Ольга Чикина, О. Шахлович, Е. Малкина, В. Немова, В. Резанцева, Е . Туманова, И. Плюто, Н. Москаленко, Н. Басанец, Д. Петровская, К. Лукьянчикова, В. Манкович |
| Роли озвучивали      | Владимир Сичкарь, Юрий Казючиц, Александр Кашперов |
| Песня в исполнении   | ансамбль Песняры |
| Композитор           | Олег Елисеенков |
| Монтаж               | С. Аксёнова |
| Звукооператор        | Виктор Морс |
| Ассистент режиссёра  | И. Зрубович |
| Редактор             | Дмитрий Якутович |
| Директор             | Леонарда Зубенко |

## Песни
- В мультфильме звучат песни в исполнении ансамбля Песняры.